# Black Flag
Black Flag je američki hardcore punk sastav iz Los Angelesa. Jedan su od prvih popularnih punk sastava koji su uspješno miješali underground s hardcore hunkom. U svojim su se pjesmama najviše bavili socijalnim problemima i političkim vizijama tadašnjeg hladnog rata. Uzore su tražili u tadašnjim najpopularnijim punk sastavima poput Black Sabbatha i The Ramonesa.

## Počeci
Black Flag su osnovali 1977. gitarist Greg Ginn i basist Chuck Dukowski. Uskoro su se sastavu priključili i bubnjar Brian Migdol i pjevač Keith Morris. 1978. izdali su svoj prvi demo. Uskoro Migdol i Morris napuštaju sastav a zamjenjuju ih Chavo Pederast i Robo. 1980. izdali su svoj prvijenac Jealous Again nakon kojeg su započeli s turnejom po SAD-u. Nakon turneje sastav je ponovno suočen s odlaskom jednog od članova, ovaj put Pederasta kojeg je zamijenio Dez Cadena. Uskoro je Cadena od pjevača postao gitarist čime je Black Flag dobio mnogo više na kvaliteti zvuka. Njega je na mjestu pjevača zamijenio Henry Rollins jedan od njihovih fanova.

## Sukob s Unicornom
1981. sastav je potpisao ugovor s Unicornom koji je trebao objaviti njihov drugi album Damaged, ali je Unicorn odbio objaviti taj album jer je navodno bio previše vulgaran. Album je naposljetku ipak objavljen zahvaljujući SST Recordsu. Album je bio jako loše prihvaćen kod kritičara. Nakon što je SST Records objavio album Damaged, Unicorn ih je tužio na temelju ugovora iz 1981. Sljedeće 2 godine Black Flag je bio spriječen koristiti svoje ime ili logo na bilo kojem albumu. Unatoč svemu oni su nastavili održavati koncerte te su čak i potajno izdali svoj treći album Everything Went Black, dvostruki album na kojem nije bilo imena njihovog sastava već samo popis članova. Godine 1983. Unicorn je bankrotirao čime su sva prava na ime i logo vraćeni njima. U međuvremenu je Cadena napustio sastav da bi osnovao svoj sastav.

## Vrhunac slave
1984. godine Black Flag je izdao čak 3 albuma: My war, Family Man i Slip It In.  U među vremenu su se sastavu pridružili Dale Nixon na gitari i basu i Bill Stevenson na bubnjevima. Kasnije im se je pridružila i Kira Roessler na basu. Te su godine izdali i ne-studijski album Live '84. Godine 1985. izdali su još 3 albuma: Loose Nut, The Process of Weeding Out i In My Head. Krajem te godine Stevensona je na bubnjevima zamijenio Anthony Martinez.

## Raspad
1986. izdali su svoj novi live album Who's Got the 10½?. Iznenada, Greg Ginn je objavio raspad sastava. Razlog je navodno bio da su svi željeli se malo posvetiti samostalnoj karijeri.

## Popis svih članova sastava
- Greg Ginn – gitara
- Chuck Dukowski – basist
- Brian Migdol – bubnjar – napustio je sastav 1978.
- Keith Morris – vokal - napustio je sastav 1978.
- Chavo Pederast – vokal – napustio je sastav 1980.
- Robo – bubnjar
- Dez Cadena – vokal, kasnije druga gitara – napustio je sastav 1983.
- Henry Rollins – vokal
- Dale Nixon – gitarist i basist
- Bill Stevenson – bubnjar – napusti sastav 1985.
- Kira Roessler – basistica
- Anthony Martinez - bubnjar

## Diskografija

### Studijski albumi
- Damaged (prosinac 1981.)
- My War (ožujak 1984.)
- Family Man (rujan 1984.)
- Slip It In (prosinac 1984.)
- Loose Nut (svibanj 1985.)
- In My Head (listopad 1985.)

### Uživo albumi
- Live '84 (prosinac 1984.)
- Who's Got the 10½? (ožujak 1986.)

### Kompilacijski albumi
- Everything Went Black (1983.)
- The First Four Years (1983.)
- Wasted...Again (1987.)

### Singlovi
- Louie Louie (1981.) (Originalno objavljeno od Posh Boy Recordsa PBS 13)

### Studijski EP-ovi
- Nervous Breakdown (listopad 1978.)
- Jealous Again (kolovoz 1980.)
- Six Pack (lipanj 1981.)
- TV Party (srpanj 1982.)
- The Process of Weeding Out (rujan 1985.)
- Minuteflag (1986.)
- I Can See You (1989.)

### Uživo EP-ovi
- Annihilate This Week (1987.)

### Bootlegovi
- The Complete 1982 Demos Plus More (1996.)
- Spray Paint EP (1981.)